# Campeonato Europeu de Ciclismo em Pista de 2019
O X Campeonato Europeu de Ciclismo em Pista celebrou-se em Apeldoorn (Países Baixos) entre 16 e 20 de outubro de 2019 baixo a organização da União Europeia de Ciclismo (UEC) e a Real Federação Neerlandesa de Ciclismo.
As competições realizaram-se no velódromo Omnisport Apeldoorn da cidade neerlandesa. Foram disputadas 22 provas, 11 masculinas e 11 femininas.

## Calendário
| ● | Preliminares | F | Final |

| Data                 | Qu 16         | Qu 17         | Se 18         | Sa 19         | Do 20         |
| Hora→ Prova ↓        | 19:00 – 22:00 | 19:00 – 22:00 | 18:00 – 22:00 | 19:00 – 22:00 | 14:00 – 17:15 |
| -------------------- | ------------- | ------------- | ------------- | ------------- | ------------- |
| Velocidade ind.      |               | ●             | F             |               |               |
| Velocidade por eqs.  | F             |               |               |               |               |
| Perseguição ind.     |               |               |               | F             |               |
| Perseguição por eqs. | ●             | F             |               |               |               |
| 1 km contrarrelógio  |               |               |               |               | F             |
| Pontuação            |               |               |               | F             |               |
| Scratch              |               | F             |               |               |               |
| Keirin               |               |               |               | F             |               |
| Eliminação           | F             |               |               |               |               |
| Madison              |               |               |               |               | F             |
| Omnium               |               |               | F             |               |               |

| Data                 | Qu 16         | Qu 17         | Se 18         | Sa 19         | Do 20         |
| Hora→ Prova ↓        | 19:00 – 22:00 | 19:00 – 22:00 | 18:00 – 22:00 | 19:00 – 22:00 | 14:00 – 17:15 |
| -------------------- | ------------- | ------------- | ------------- | ------------- | ------------- |
| Velocidade ind.      |               | ●             | F             |               |               |
| Velocidade por eqs.  | F             |               |               |               |               |
| Perseguição ind.     |               |               | F             |               |               |
| Perseguição por eqs. | ●             | F             |               |               |               |
| 500 m contrarrelógio |               |               |               |               | F             |
| Pontuação            |               |               |               | F             |               |
| Scratch              | F             |               |               |               |               |
| Keirin               |               |               |               | F             |               |
| Eliminação           |               | F             |               |               |               |
| Madison              |               |               |               |               | F             |
| Omnium               |               |               | F             |               |               |

1. 1 2  Hora local de Apeldoorn: UTC+2.
2. 1 2  Consiste em quatro provas: scratch, tempo, eliminação e pontuação.

## Medalhistas

### Masculino
| Evento                          | Ouro                                                                                              | Prata                                                                                  | Bronze                                                                                    |
| ------------------------------- | ------------------------------------------------------------------------------------------------- | -------------------------------------------------------------------------------------- | ----------------------------------------------------------------------------------------- |
| Velocidade individual (18.10)   | Jeffrey Hoogland · Países Baixos                                                                  | Harrie Lavreysen · Países Baixos                                                       | Bartosz Rudyk · Polónia                                                                   |
| Velocidade por equipas (16.10)  | Países Baixos · Jeffrey Hoogland · Harrie Lavreysen · Roy van den Berg · Matthijs Büchli · 42,151 | Reino Unido · Jack Carlin · Jason Kenny · Ryan Owens · 42,822                          | França · Grégory Baugé · Quentin Lafargue · Sébastien Vigier · Melvin Landerneau · 43,206 |
| Perseguição individual (19.10)  | Corentin Ermenault · França · 4:14,358                                                            | Domenic Weinstein · Alemanha · 4:15,918                                                | Felix Groß · Alemanha · 4:13,240                                                          |
| Perseguição por equipas (17.10) | Dinamarca · Lasse Norman Hansen · Julius Johansen · Frederik Madsen · Rasmus Pedersen · 3:49,113  | Itália · Simone Consonni · Filippo Ganna · Francesco Lamon · Davide Plebani · 3:54,117 | Reino Unido · Edward Clancy · Ethan Hayter · Charlie Tanfield · Oliver Wood · 3:51,428    |
| 1 km contrarrelógio (20.10)     | Quentin Lafargue · França · 1:00,289                                                              | Theo Bos · Países Baixos · 1:00,409                                                    | Michaël D'Almeida · França · 1:00,663                                                     |
| Carreira por pontos (19.10)     | Bryan Coquard · França · 98 pts.                                                                  | Jan-Willem van Schip · Países Baixos · 93 pts.                                         | Michele Scartezzini · Itália · 88 pts.                                                    |
| Scratch (17.10)                 | Sebastián Mora Vedri · Espanha                                                                    | Jristos Volikakis · Grécia                                                             | Wim Stroetinga · Países Baixos                                                            |
| Keirin (19.10)                  | Harrie Lavreysen · Países Baixos                                                                  | Denis Dmitriev · Rússia                                                                | Matthijs Büchli · Países Baixos                                                           |
| Madison (20.10)                 | Lasse Norman Hansen · Michael Mørkøv · Dinamarca · 52 pts.                                        | Yoeri Havik · Jan-Willem van Schip · Países Baixos · 37 pts.                           | Maximilian Beyer · Theo Reinhardt · Alemanha · 37 pts.                                    |
| Eliminação (16.10)              | Elia Viviani · Itália                                                                             | Bryan Coquard · França                                                                 | Filip Prokopyszyn · Polónia                                                               |
| Omnium (18.10)                  | Benjamin Thomas · França · 173 pts.                                                               | Lasse Norman Hansen · Dinamarca · 162 pts.                                             | Oliver Wood · Reino Unido · 149 pts.                                                      |

### Feminino
| Evento                          | Ouro | Prata                                                                                              | Bronze                                                                                      |
| ------------------------------- | --- | -------------------------------------------------------------------------------------------------- | ------------------------------------------------------------------------------------------- |
| Velocidade individual (18.10)   | Anastasia Voinova · Rússia                                                                              | Olena Starikova · Ucrânia                                                                          | Lea Friedrich · Alemanha                                                                    |
| Velocidade por equipas (16.10)  | Rússia · Daria Shmeleva · Anastasia Voinova · Yekaterina Rogovaya · 32,496                              | Alemanha · Lea Friedrich · Emma Hinze · 33,179                                                     | Países Baixos · Kyra Lamberink · Shanne Braspennincx · Steffie van der Peet · 33,023        |
| Perseguição individual (18.10)  | Franziska Brauße · Alemanha · 3:25,002                                                                  | Lisa Brennauer · Alemanha · 3:26,190                                                               | Katie Archibald · Reino Unido · 3:31,602                                                    |
| Perseguição por equipas (17.10) | Reino Unido · Katie Archibald · Eleanor Dickinson · Neah Evans · Elinor Barker · Laura Kenny · 4:13,828 | Alemanha · Franziska Brauße · Lisa Brennauer · Lisa Klein · Gudrun Stock · Mieke Kröger · 4:16,789 | Itália · Elisa Balsamo · Marta Cavalli · Vittoria Guazzini · Letizia Paternoster · 4:17,610 |
| 500 m contrarrelógio (20.10)    | Anastasia Voinova · Rússia · 33,005                                                                     | Daria Shmeleva · Rússia · 33,057                                                                   | Olena Starikova · Ucrânia · 33,328                                                          |
| Carreira por pontos (19.10)     | Maria Giulia Confalonieri · Itália · 46 pts.                                                            | Tatsiana Sharakova · Bielorrússia · 44 pts.                                                        | Hanna Solovei · Ucrânia · 38 pts.                                                           |
| Scratch (16.10)                 | Emily Nelson · Reino Unido                                                                              | Shannon McCurley · Irlanda                                                                         | Maria Martins · Portugal                                                                    |
| Keirin (19.10)                  | Mathilde Gros · França                                                                                  | Lea Friedrich · Alemanha                                                                           | Daria Shmeliova · Rússia                                                                    |
| Madison (20.10)                 | Amalie Dideriksen · Julie Leth · Dinamarca · 33 pts.                                                    | Katie Archibald · Laura Kenny · Reino Unido · 31 pts.                                              | Amy Pieters · Kirsten Wild · Países Baixos · 23 pts.                                        |
| Eliminação (17.10)              | Kirsten Wild · Países Baixos                                                                            | Emily Nelson · Reino Unido                                                                         | Nikol Płosaj · Polónia                                                                      |
| Omnium (18.10)                  | Kirsten Wild · Países Baixos · 116 pts.                                                                 | Laura Kenny · Reino Unido · 114 pts.                                                               | Tatsiana Sharakova · Bielorrússia · 112 pts.                                                |

## Medalheiro
| 1  | Países Baixos | 5  | 4  | 4  | 13 |
| 2  | França        | 5  | 1  | 2  | 8  |
| 3  | Rússia        | 3  | 2  | 1  | 6  |
| 4  | Dinamarca     | 3  | 1  | 0  | 4  |
| 5  | Reino Unido   | 2  | 4  | 3  | 9  |
| 6  | Itália        | 2  | 1  | 2  | 5  |
| 7  | Alemanha      | 1  | 5  | 3  | 9  |
| 8  | Espanha       | 1  | 0  | 0  | 1  |
| 9  | Ucrânia       | 0  | 1  | 2  | 3  |
| 10 | Bielorrússia  | 0  | 1  | 1  | 2  |
| 11 | Grécia        | 0  | 1  | 0  | 1  |
| 11 | Irlanda       | 0  | 1  | 0  | 1  |
| 13 | Polónia       | 0  | 0  | 3  | 3  |
| 14 | Portugal      | 0  | 0  | 1  | 1  |
|    | TOTAL         | 22 | 22 | 22 | 66 |